# Aconitum kirinense
Aconitum kirinense är en ranunkelväxtart som beskrevs av Takenoshin Nakai. Aconitum kirinense ingår i släktet stormhattar, och familjen ranunkelväxter.

## Underarter
Arten delas in i följande underarter:
- A. k. australe
- A. k. heterophyllum